# オマーンの国章

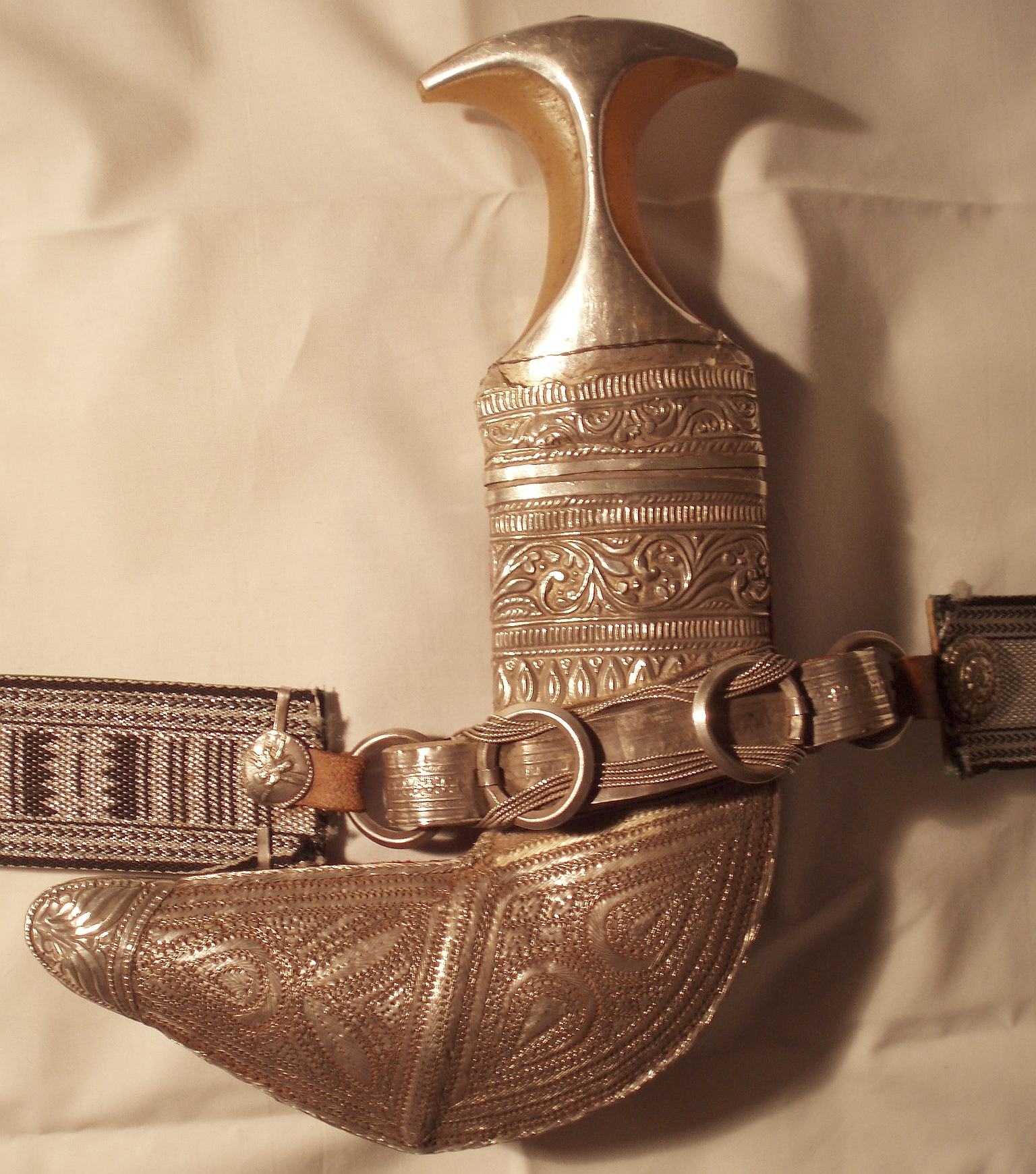
ハンジャル

オマーンの国章（オマーンのこくしょう）は、ハンジャル（アラビア語: خنجر、khanjar）(ハンジャール、カンジャール、カンジャルというカタカナ表記も見られるが、長母音ではないのでジャルであり、ジャールとは読まない。また、khが一つの子音なのでクハンジャルとは発音しない。）というオマーンの伝統的な短剣を、二本の交差した剣の上にあしらったものである。
このシンボルはブーサイード朝による統治が始まった1746年からオマーンの伝統的なシンボルとして使われている。またオマーンの国旗の左上隅にあるのをはじめ、オマーンの貨幣、切手、航空機や空軍機などあらゆる場所で使用されている。